# فلورنتينو لويس
فلورنتينو لويس (بالبرتغالية: Florentino Luís‏) (19 أغسطس 1999 بلشبونة في البرتغال - ) هو لاعب كرة قدم برتغالي في مركز الوسط.

## وصلات خارجية
- فلورنتينو لويس على موقع الاتحاد الأوربي (الإنجليزية)
- فلورنتينو لويس على موقع قاعدة بيانات كرة القدم.إي يو (الإنجليزية)
- فلورنتينو لويس على موقع ليكيب (الفرنسية)
- فلورنتينو لويس على موقع Soccerway.com (الإنجليزية)
- فلورنتينو لويس على موقع عالم كرة القدم.نت (الإنجليزية)